# Malene Frandsen
Malene Frandsen (født 25. oktober 1995) er en kvindelig dansk ishockeyspiller, der spiller forsvar for Danmarks kvindeishockeylandshold og svenske Malmö Redhawks Dam i Damettan. Hun har været ishockeyspiller siden 2006 og har også optrådt i den bedste europæiske ishockeyliga for kvinder European Women's Hockey League.
Frandsen har i alt deltaget ved hele 10 slutrunder for Danmark i VM i ishockey for kvinder i både Division IA, Division II og Topdivisionen ved VM 2021 i Canada. Hun deltog desuden under Vinter-OL 2022 i Beijing, hvor det danske hold blev nummer 10.